# Umberto Bardelli
Umberto Mario Adriano Bardelli (Livorno, 11 marzo 1908 – Ozegna, 8 luglio 1944) è stato un ufficiale italiano.
È stato Ufficiale del Genio Navale della Regia Marina, sommergibilista nel corso della seconda guerra mondiale, dopo l'armistizio dell'8 settembre 1943 aderì alla Marina Nazionale della RSI. Inquadrato nella Xª MAS, comandò il Battaglione "Barbarigo" sul fronte di Anzio.

## Biografia

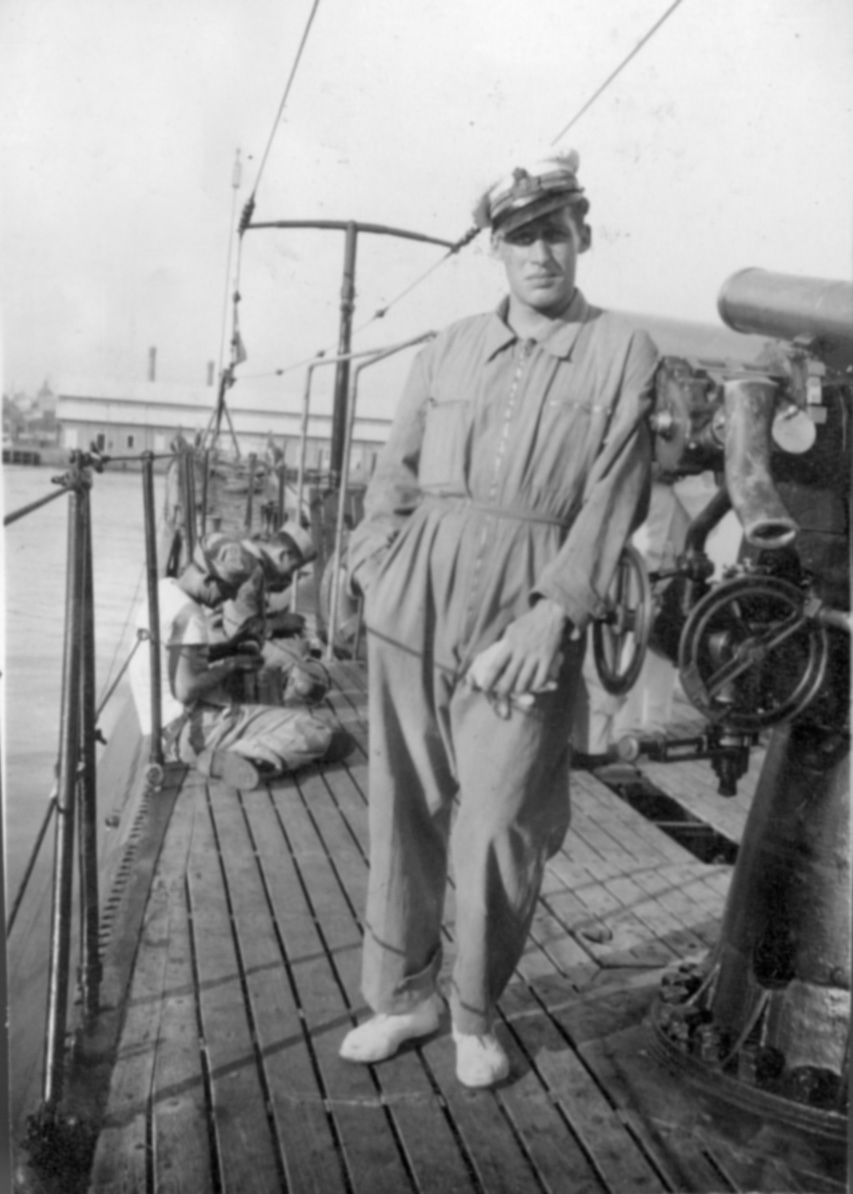
Umberto Bardelli negli anni '30

Nacque a Livorno l'11 marzo 1908, figlio di Artemisio e Emma Cristiani, dopo aver frequentato il ginnasio il 18 ottobre 1924 entrò nella Regia accademia navale di Livorno come allievo ufficiale macchinista. Al termine del corso entrò nel C.R.E.M. come volontario con ferma di quattro anni. Dall'8 luglio 1925 al 12 febbraio 1930 fu imbarcato in successione sull'incrociatore corazzato Francesco Ferruccio, sull'incrociatore scuola Amerigo Vespucci, sull'incrociatore corazzato Pisa e sulla nave appoggio sommergibili Antonio Pacinotti. Nel febbraio del 1930 si imbarcò sull'incrociatore pesante Trieste, mentre il 10 luglio è nominato tenente del Genio Navale, frequentando poi la Scuola di Ingegneria Navale di Genova, per venire assegnato all'Ufficio del Genio Navale di Trieste. Nel novembre 1932 si imbarcò per la prima volta su di un sommergibile, l'Enrico Toti, per passare poi, il 1º marzo 1933, sul Menotti e, dal 16 novembre dello stesso anno, sullo Speri. Nell'ottobre 1934 sposò Luigia Maresca, che gli darà una figlia, Serena, e nel luglio 1936 viene nominato capitano del Genio Navale, per imbarcasi quindi sul sommergibile Fratelli Bandiera. Dopo una parentesi a Massaua, nel Mar Rosso, il 15 dicembre 1937 viene destinato a Taranto, dove prende parte all'allestimento del Benedetto Brin, un sommergibile appartenente alla classe Marcello. Nel febbraio 1938 vi è il trasferimento a Monfalcone per seguire l'allestimento del sommergibile Giacomo Nani; come Capo Servizio del Genio Navale è imbarcato su varie unità sommergibili fino al maggio del 1940, presentandosi allo scoppio della guerra con la Francia e la Gran Bretagna come uno dei più esperti ufficiali del Genio Navale della Regia Marina.

### La seconda guerra mondiale

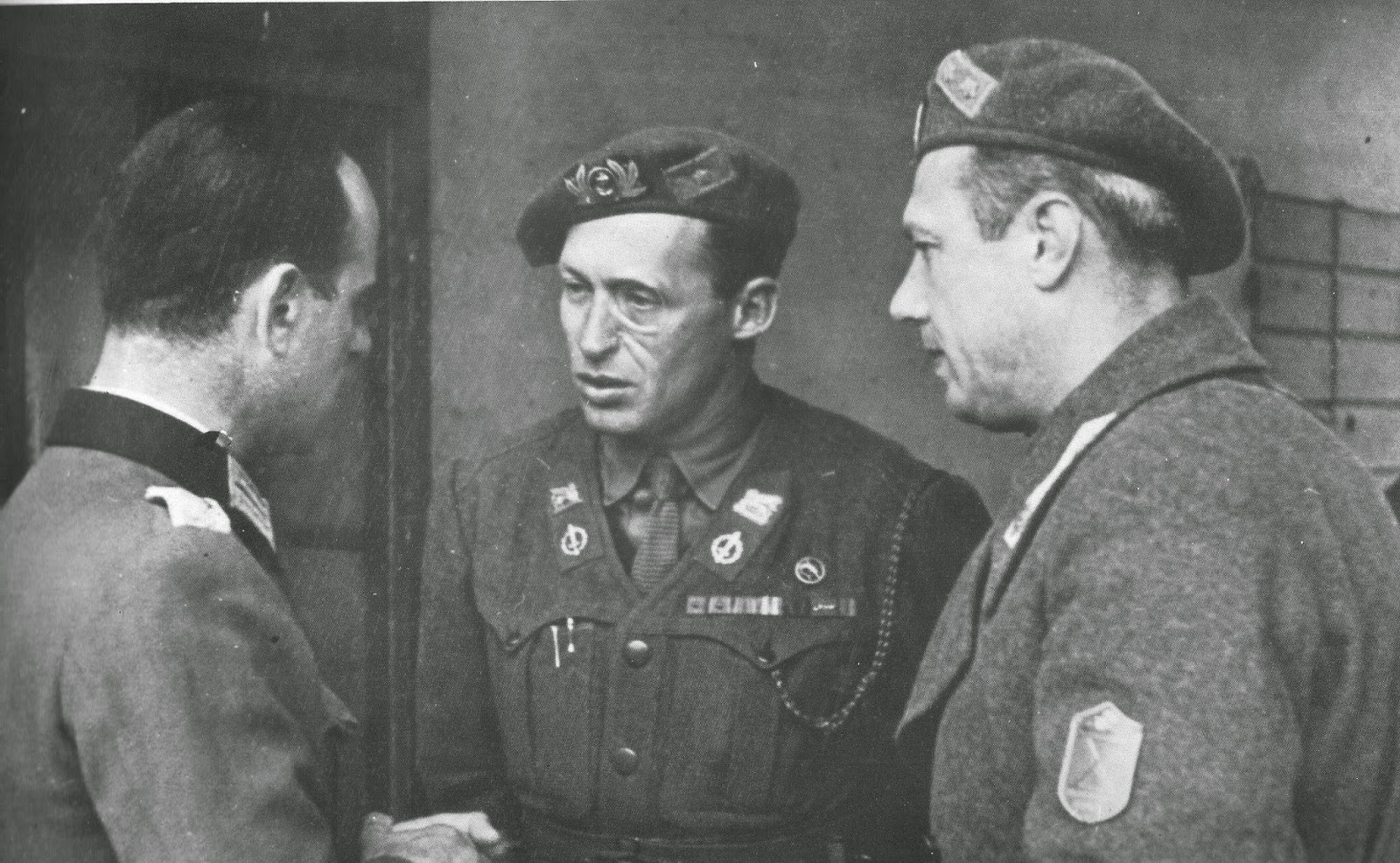
Umberto Bardelli con Junio Valerio Borghese nell'aprile del 1944 sul fronte di Nettuno, pochi mesi prima della morte

Allo scoppio delle ostilità, il 10 giugno 1940, si trovava imbarcato sul sommergibile posamine Zoea, che fu impiegato in missioni di trasporto munizioni verso l'Africa settentrionale italiana e posa di mine. Per la sua partecipazione ad una missione di posa mine navali della acque palestinesi fu decorato con la medaglia di bronzo al valor militare.
Rimase sul teatro di operazioni del Mediterraneo orientale fino all'ottobre dello stesso anno quando passò a bordo del Benedetto Brin, al comando del tenente di vascello Longanesi Cattani, sul quale il 25 ottobre oltrepassò lo stretto di Gibilterra in immersione per la raggiungere la base atlantica di Bordeaux (BETASOM). Durante la navigazione il Brin rimase danneggiato e si rifugiò a Tangeri per eseguire le necessarie riparazioni.
Nel febbraio 1941 si imbarcò come direttore di macchina sul Reginaldo Giuliani, che nel mese di marzo si trasferì presso la base germanica di Gotenhafen, per un lungo periodo di addestramento al combattimento nell'Oceano Atlantico, assegnato alla sezione di tattica italiana (Marigammason). Rimase in Germania fino al febbraio 1942, rientrando in Patria in quanto assegnato all'Ufficio Allestimento Sommergibili di Taranto (marzo-ottobre 1942).
Promosso maggiore del Genio Navale il 18 ottobre 1942, si imbarcò il 21 successivo sulla nave da battaglia Vittorio Veneto, per passare il 6 dicembre sul cacciatorpediniere Bombardiere, ma già il 28 dicembre rientrò sulla Vittorio Veneto. Decorato con la croce di guerra al valor militare, dal 22 maggio 1943 e fino al 31 agosto dello stesso anno fu imbarcato sull'incrociatore leggero Scipione Africano di stanza a La Spezia e poi a Genova. A bordo dell'incrociatore prese al forzamento dello stretto di Messina (Operazione Scilla) nei confronti delle unità leggere anglo-americane che lo pattugliavano a seguito degli eventi bellici in Sicilia del luglio 1943 riuscendo a raggiungere la base di Taranto, meritando una seconda medaglia di bronzo al valor militare.
Sbarcato dallo Scipione Africano il 31 agosto, andò in licenza raggiungendo la famiglia a Laurana, dove lo colse l'armistizio dell'8 settembre 1943. Raggiunta Trieste, si mise in un primo tempo a disposizione delle autorità militari tedesche, per poi spostarsi a Pola.

#### Nella Xª MAS

Foto di gruppo: riconoscibili Borghese, Bardelli, Bertozzi con i militi della Xª MAS.

Qualche tempo dopo, saputo che il comandante Junio Valerio Borghese stava riorganizzando la Xª Flottiglia MAS indipendente dalla Repubblica Sociale Italiana, partì da Trieste per raggiungere la caserma del Muggiano, a La Spezia, al comando di una piccola autocolonna che trasportava militari e materiale sottratto all'arsenale di Pola. Godendo della piena fiducia di Borghese, si dedicò subito, con il grado di capitano di corvetta, all'organizzazione di una prima unità di fanteria di marina, il battaglione "Maestrale", poi ridenominato "Barbarigo"
Posto al comando del Battaglione "Barbarigo", il 20 febbraio 1944, alla testa del suo reparto, partì per la zona di operazioni, venendo rischierato nel fronte di Anzio-Nettuno. Rimase in zona di operazioni fino al 27 aprile, passando quindi al comando del 1º Reggimento fanteria di marina "San Marco" della Divisione fanteria di marina Xª. Rientrò nel Nord Italia il 4 giugno, raggiungendo la zona di Viverone, nelle vicinanze di Ivrea, per ricostituire il reggimento, decimato dai combattimenti.

### La morte
La diserzione di un ufficiale del battaglione "Sagittario" allora di stanza ad Agliè (TO), che tentò di raggiungere Torino con la cassa del reparto, provocò il suo diretto intervento. Nel pomeriggio dell'8 luglio 1944, a Ozegna, allora frazione a sud di Cuorgnè (TO), raggiunse alla testa di reparto motorizzato della Xª MAS la piazza del paese per discutere uno scambio di prigionieri. Si trattava di una quarantina di marò del battaglione "Barbarigo" reduci dal fronte di Anzio, che iniziarono a parlamentare con il comandante dei partigiani Piero Urati. Dopo pochi minuti, questi, pistola alla mano, intimò a Bardelli di gettare le armi e arrendersi ma, al rifiuto di Bardelli, i partigiani di Urati aprirono il fuoco. Nonostante un tentativo di resistenza, i partigiani ebbero il sopravvento sugli uomini della Xª e Bardelli fu uno dei primi a cadere.
Lo scontro costò la vita a nove marò e numerosi feriti, mentre 29 furono fatti prigionieri. Perirono anche tre partigiani e un civile. Il giorno successivo giunse ad Ozegna alla testa di un reparto il comandante Borghese che, nonostante le insistenze di alcuni sottoposti, impedì qualsiasi tipo di rappresaglia contro la popolazione. I funerali dei caduti furono celebrati a Ivrea il 14 luglio. Nei primi giorni dell'ottobre 1944 il Battaglione "Barbarigo" mosse all'attacco dei partigiani attestati nella zona di Ribordone (Torino). I marò sbaragliarono le formazioni avversarie, costringendole a riparare in territorio francese. La salma di Bardelli è stata seppellita nella tomba Duelli al Verano, assieme a molti dei suoi marò e quindi traslata il 16 giugno 2005 al Campo della Memoria, divenuto cimitero militare, di Nettuno.
Il governo della Repubblica Sociale Italiana conferì al comandante Bardelli la medaglia d'oro al valor militare alla memoria. Le decorazioni della RSI non sono riconosciute dalla Repubblica Italiana.

### Annotazioni
1. ↑  Viene promosso Sottotenente del Genio Navale l'11 luglio 1929.
2. ↑  Sui sommergibili Nani e Speri (27 maggio-27 giugno 1938), e poi sul Giovanni da Procida, Guglielmotti, Archimede e Liuzzi, di cui seguì anche l'allestimento (30 settembre 1938-20 maggio 1940).
3. ↑  In questa occasione si meritò un encomio solenne con la seguente motivazione: In località lontana dalla base contribuiva in modo efficace con tenacia ed entusiasmo, a ripristinare rapidamente la piena efficienza del proprio sommergibile danneggiato da offesa nemica. (Oceano Atlantico, dicembre 1940).
4. ↑  A Gotenhafen fu edotto sulle soluzioni tecniche adottate per la realizzazione dei più recenti sommergibili tedeschi e sul loro armamento. Durante la sua permanenza strinse una solida amicizia con il capitano Enzo Grossi.
5. ↑  Arrivò a La Spezia il 18 settembre, con regolare permesso rilasciato dalle autorità militari tedesche.
6. ↑  A bordo vi era anche la sua famiglia.
7. ↑  Con la costituzione del battaglione  "Lupo" e di quello  "Nuotatori Paracadutisti" fu formato il Reggimento fanteria di marina "San Marco".
8. ↑  Si trattava di Gaetano Oneto, ufficiale di amministrazione, che fuggì con la moglie e due marò della stazione di Ozegna.
9. ↑  Si trattava del c.c. Umberto Bardelli, del s.t.v. Salvatore Beccocci, del capo di 3ª cl. Francesco Redentino, del s.c. Ottavio Gianolli e dei marò Gianni Biaghetti, Franco De Berardinis, Pietro Fiaschi, Giovanni Grosso, Armando Masi e Pietro Repetti.

### Fonti
1. 1 2 3 4  Giampaolo Pansa, I figli dell'Aquila, Sperling e Kupfer, Milano, 2014.
2. ↑  Bagnasco, Brescia 2013, p. 131.
3. ↑  Bagnasco, Brescia 2013, p. 36.
4. ↑  Bagnasco, Brescia 2013, p. 39.
5. ↑  Bagnasco, Brescia 2014, p. 150.
6. 1 2  Bagnasco, Brescia 2013, p. 145.
7. ↑  Bagnasco, Brescia 2013, p. 149.
8. ↑  Bagnasco, Brescia 2013, p. 143.
9. ↑  Bagnasco, Brescia 2013, p. 171.
10. ↑  Bagnasco, Brescia 2013, p. 153.
11. ↑  Bagnasco, Brescia 2013, p. 155.
12. ↑  Nino Arena, ,R.S.I. Forze Armate della Repubblica Sociale, Albertelli Editore, Parma, 1999, pp. 314-315.
13. ↑  Martinelli 2005, p. 6.
14. ↑  Martinelli 2005, p. 8.
15. 1 2  Rocco 1998, p. 91.
16. 1 2  Martinelli 2005, p. 19.
17. 1 2 3 4  Rocco 1998, p. 92.
18. 1 2  ACTA n.63, maggio-luglio 2007, p. 8.